# La Cosiata

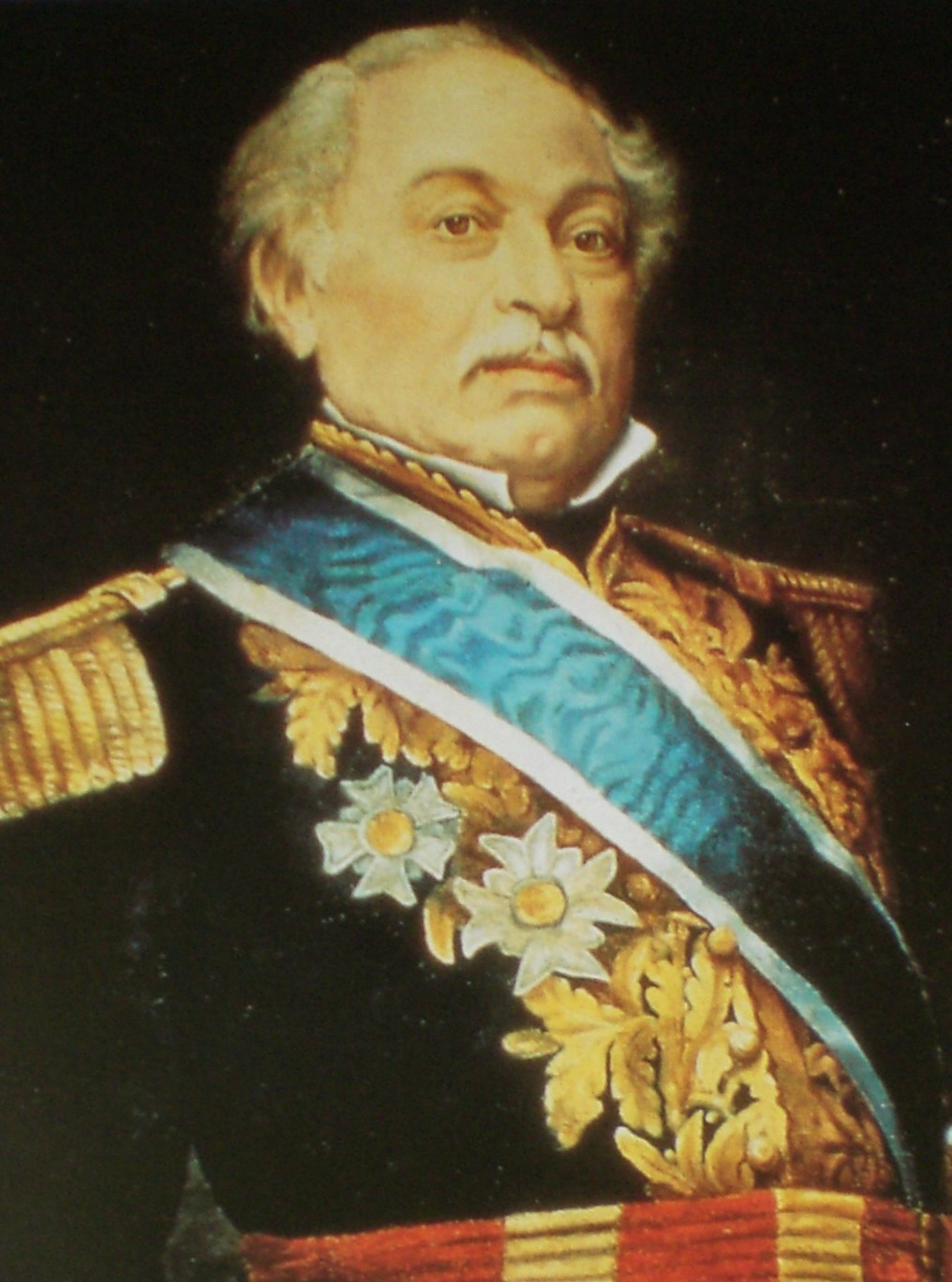
Portrait du général José Antonio Páez. Peinture anonyme de 1864.

La Cosiata, également appelée Revolución de los Morrocoyes, est un mouvement politique initié dans la ville de Valencia (Venezuela) par le général José Antonio Páez le 30 avril 1826. L'objectif initial du mouvement est d'exiger une réforme de la constitution de Cúcuta, mais évolue vers la séparation du Venezuela de la Grande Colombie, qui est décrétée la 27 décembre 1829. Il président du Venezuela (qu'il a émancipé de la Grande Colombie en 1829) à trois reprises : de 1830 à 1835, de 1839 à 1843 et de 1861 à 1863.